# 云南黄果冷杉
云南黄果冷杉（学名：Abies ernestii var. salouenensis）为松科冷杉属下的一个变种。分布在中国大陆的德钦、六库、维西、西藏、云南丽江等地，生长于海拔2,600米至3,600米的地区，常与长苞冷杉、川滇冷杉、丽江云杉混生。目前尚未由人工引种栽培。
2022年中国科学院植物研究所的研究人员在西藏察隅县上察隅镇察隅河畔发现了成片高大的云南黄果冷杉原始森林，其中最高的一株高度达83.4米，刷新了当时中国大陆最高树纪录。。（现中国第一记录为102.3米的西藏柏木）

## 扩展阅读
- 最高树列表
- 图片